# 卓勒宾·希耶

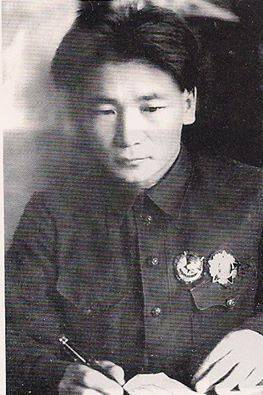
卓勒宾·希耶

卓勒宾·希耶（1901年—1941年），蒙古族，大清新疆博尔塔拉人，蒙古政治家。

## 生平
希耶于1901年出生于今中国新疆博尔塔拉。1928年，希耶见到了奥勒扎·巴德拉克，他们谈到了准噶尔。后来他们的活动被视为成立所谓“自治杜尔伯特”（Autonomous Dörvöd）。1930年3月13日至1932年6月30日，希耶担任蒙古人民革命党中央委员会书记。
1937年，希耶和奥勒扎·巴德拉克均被逮捕。1941年，二人均遭处决。